# Polystichum cystostegia
Polystichum cystostegia là một loài dương xỉ thuộc họ Dryopteridaceae. Loài này được William Jackson Hooker mô tả khoa học đầu tiên năm 1862.